# Zogbodomey
Zogbodomey è una città situata nel dipartimento di Zou nello Stato del Benin con 81 212 abitanti (stima 2006).